# ハリソン・シュミット
ハリソン・シュミット（Harrison Hagan "Jack" Schmitt、1935年7月3日 - ）は、アメリカ合衆国の地質学者、元宇宙飛行士、大学教授、アメリカ合衆国上院議員である。
彼は、アポロ宇宙船で月を訪れ、足跡を残した最後の人物である。ただし、彼は友人のユージン・サーナンよりも後にアポロ月着陸船を出たが、先に戻ってしまったため、真に最後まで月に留まっていたのはサーナンということになった。また、アメリカ軍出身者以外で月へ行ったのはシュミットが初めてで、また現在までのところ唯一である。ただし、ニール・アームストロングは1969年の月への到着前に軍を辞めていたため、最初の文民という訳ではない。

## 教育
シュミットはニューメキシコ州サンタリタで生まれ、近くのシルヴァーシティで育った。1957年にカリフォルニア工科大学で科学の学位を取り、その後1年間、ノルウェーのオスロ大学で地質学を研究した。1964年に、ノルウェーでのフィールド研究を元にハーバード大学で地質学の博士号を取得した。

## NASAでのキャリア

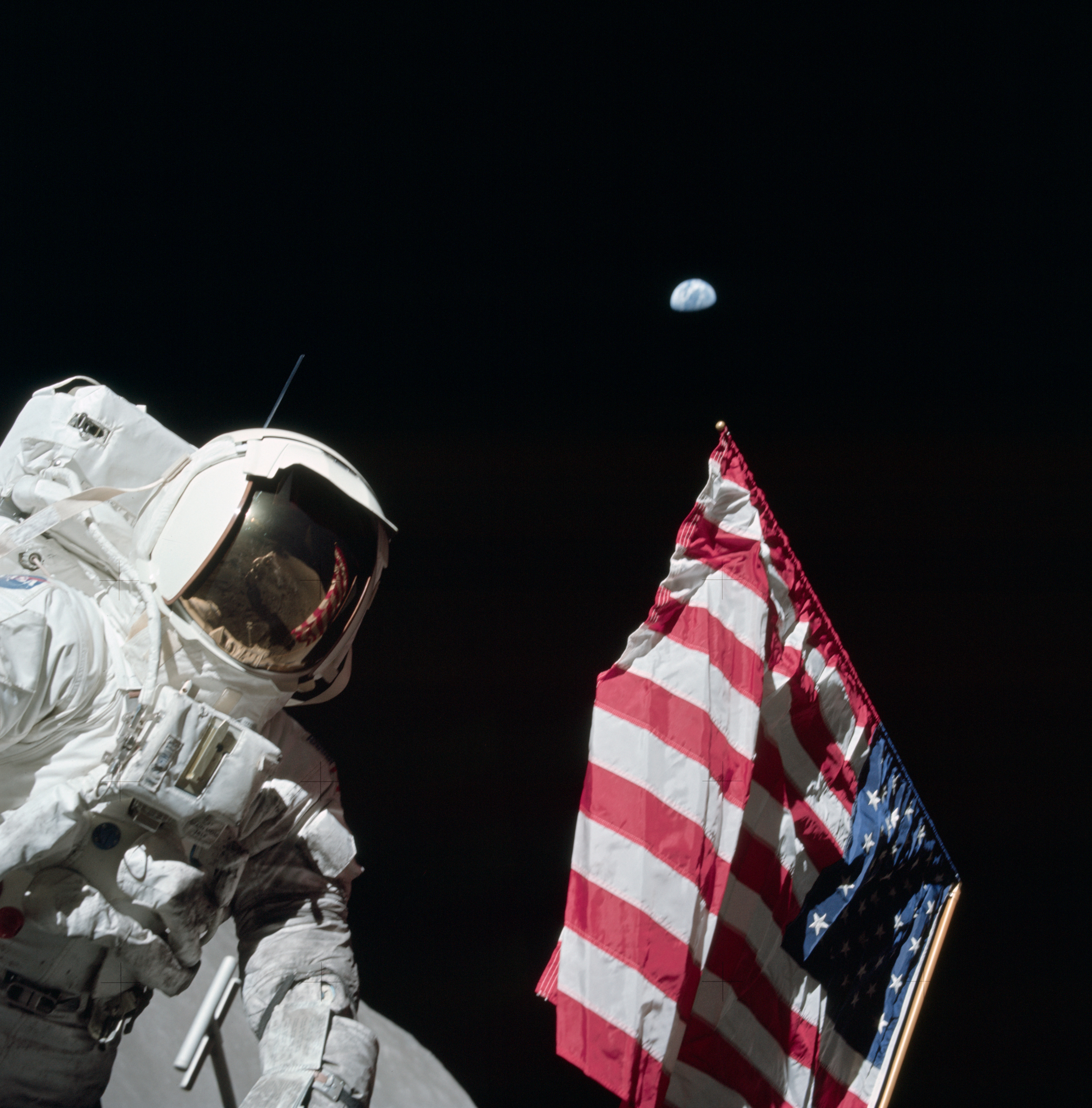
初の宇宙遊泳中にアメリカ国旗と背景の地球の前でポーズを取るシュミット

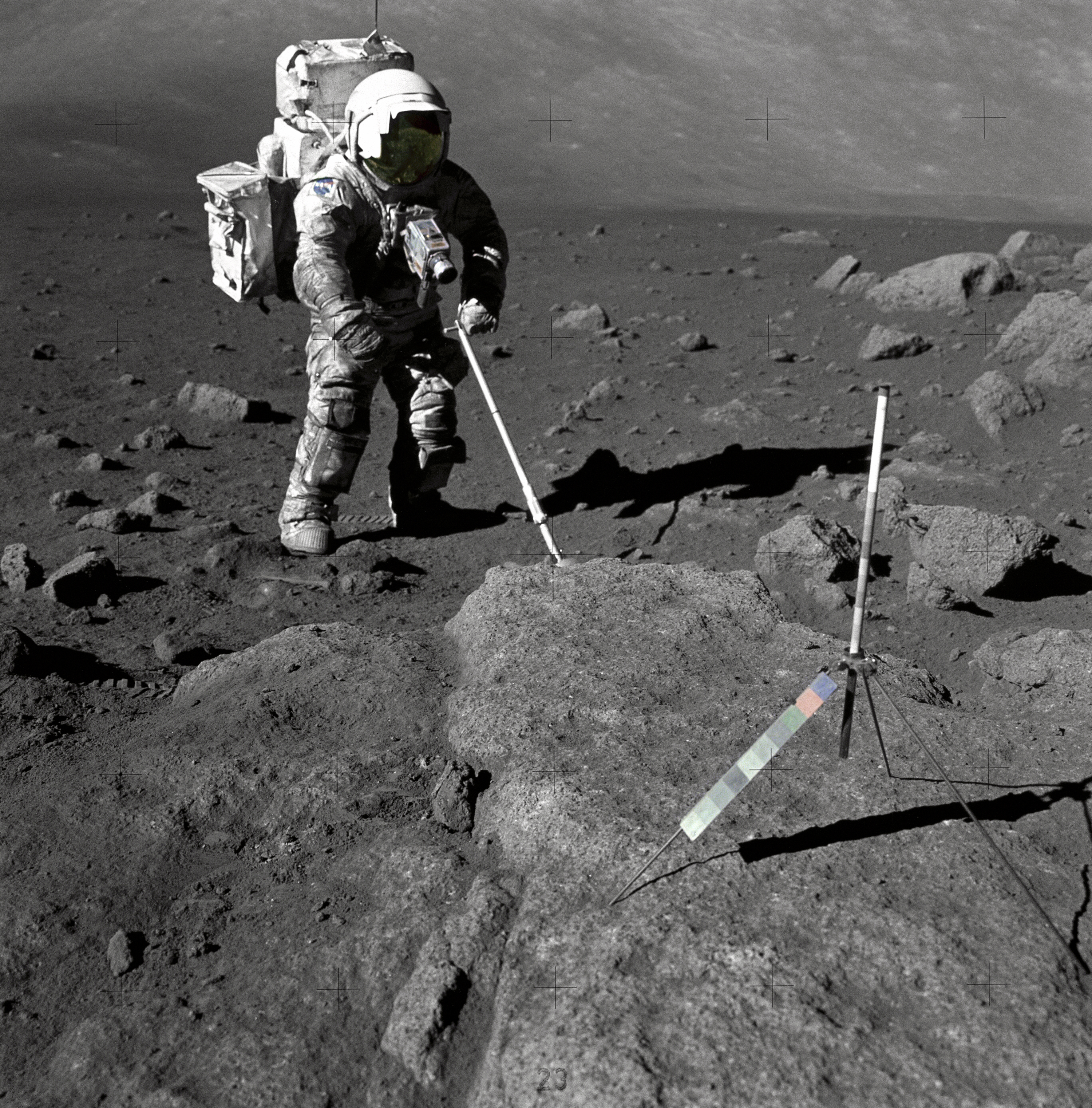
アポロ17号のミッションで月のサンプルを採取するシュミット

1965年に最初の搭乗科学技術者のグループのメンバーとして、アメリカ航空宇宙局に参加する前、彼はアリゾナ州フラッグスタッフのU.S. Geological Survey's Astrogeology Centerで働き、アポロ計画でも用いられたフィールド技術の研究をしていた。NASAに所属すると、最初の一年はアメリカ空軍の航空教育・訓練軍団でジェット機のパイロットになるための教育を受けた。ヒューストンに戻ると、彼はアポロの乗組員が軌道上や月面上で地質学的な観測、実験を行えるように教育を行った。各ミッションが終わった後には、月から持ち帰ったサンプルの分析に参加し、科学的な側面から報告書の作成に協力した。
シュミットは、アポロ司令・機械船やアポロ月着陸船のシステムに精通するようになるのに、かなりの時間を費やし、1970年3月、彼は最初の搭乗科学技術者になった。アポロ15号では、ディック・ゴードン、ヴァンス・ブランドとともにアポロ15号の予備乗員となった。シュミットはアポロ18号での搭乗を待っていたが、1970年9月に計画が中止されると、最後の月へのミッションであるアポロ17号に搭乗することが期待された。1971年8月に、彼はジョー・エングルに代わり、アポロ17号の乗組員に選ばれたことが正式に発表された。
1972年12月のアポロ17号の飛行中に、シュミットは、最も有名な写真の1つであるザ・ブルー・マーブルを撮影したと信じられている。ただし、シュミットは自身が撮影したと主張しているが、NASAは公式には、この写真の撮影者は「アポロ17号乗組員」であるとしている。
月面上で、月を訪れた唯一の地質学者であるシュミットは、トロクトライト76535と呼ばれる岩石のサンプルを採取した。これは、「月から持ち帰られた最も興味深いサンプル」と言われている。特に、月はかつて活発な磁場を持っていたことの中心的な証拠になった。
彼は、ユージン・サーナンよりも先にアポロ月着陸船に戻ったため、月面に足跡を残した最後から2人目の人物になってしまった。
アポロ17号のミッションが終わると、彼は月の地質的なデータをまとめるのに中心的な役割を果たし、NASAのEnergy Program Officeを立ち上げるのに尽力した。

## NASA以降のキャリア
1975年8月、シュミットはNASAを辞職し、共和党の候補者としてニューメキシコ州からアメリカ合衆国上院議員選挙に立候補した。シュミットは、民主党議員を2期務めたジョーゼフ・モントーヤを57%対42%で破った。彼は議員を1期務め、科学技術・宇宙委員会等で活躍した。1982年には2期目を狙ったが、深刻な不景気に直面し、地元の問題に注意を向けなかったため、54%対46%の僅差で州の司法長官ジェフ・ビンガマンに敗れた。ビンガマンは選挙中、「シュミットは地球で、最近あなたのために何をしてくれたか？」と訴えた。選挙に敗れたシュミットは、ビジネス、地質学、宇宙、公共政策のコンサルタントになった。
彼はシルヴァーシティーに住み、夏の間はミネソタ州の別荘で過ごしている。また、月は核融合の燃料になるヘリウム3の供給源になると主張し、有人月探査コンステレーション計画を支持していた。
シュミットは現在、NASA長官に技術的なアドバイスを与えることを役割とするNASAの諮問機関の議長を務めている。またウィスコンシン大学マディソン校の非常勤教授として工学物理学を教えている。さらに、民間企業に月の資源の利用をアドバイスするInterlune Intermars Initiative Inc.を設立し、代表職にある。

## 出演など
- テレビドラマ『フロム・ジ・アース/人類、月に立つ』でトム・アマンデスが演じた。
- テレビアニメ『キング・オブ・ザ・ヒル』のエピソードMaid in Arlenの中で触れられている。
- 2009年7月31日、地球温暖化の理論について懐疑的な立場について、アレックス・ジョーンズのラジオ番組の中でインタビューを受けた。
- 教育番組「Bill Nye the Science Guy」に出演した。
- 2009年にBBCの番組「James May on the Moon」でインタビューを受けた。

## 受賞など
- 1984年、地球科学への貢献に対して、アメリカ地質学会から名誉フェローを贈られた[8]。
- 1970年代中盤に、シルヴァーシティーに名前を冠した小学校Harrison Schmitt Elementary Schoolが作られた。

- アポロ17号